# Arenopontia dillonbeachia
Arenopontia dillonbeachia är en kräftdjursart som beskrevs av Lang 1965. Arenopontia dillonbeachia ingår i släktet Arenopontia och familjen Leptopontiidae. Inga underarter finns listade i Catalogue of Life.